# Marfranc
Marfranc (Haitianisch-Kreolisch: Marfran) ist eine Gemeinde im Département Grand’Anse von Haiti.

## Geschichte
Die Gegend des heutigen Marfranc war in den Zeiten der französischen Kolonie Saint-Domingue als Anbaugebiet für Kaffee, Kakao, Zuckerrohr, Bananen, Mais und Maniok besiedelt.
Nach der Unabhängigkeit Haitis wurde hier im Jahr 1804 eine kleine Festung, Fort Marfranc, zur Verteidigung gegenüber möglichen französischen Versuchen, die Haitianer erneut zurückzuwerfen, errichtet. Das Fort entstand auf den Grundmauern des Anwesens eines französischen Offiziers, Capitaine Marfranc, dessen Name für das Fort und die spätere Gemeinde gewählt wurde.
In dem Fort liegt das Grab eines der Unterzeichner der haitianischen Unabhängigkeitserklärung: Laurent Férou war im umliegenden Bergland geboren worden und verstarb im Jahr 1807 in Marfranc.
Der Ort erhielt im Jahr 2015 den offiziellen Status einer der 144 Gemeinden Haitis.
Im Jahr 1935 wurden viele der damals rund 500 Einwohner von Marfranc Opfer eines tropischen Wirbelsturms, der zu schweren Überschwemmungen im Verlauf des Flusses Rivière Grande-Anse führte.
Am 4. Oktober 2016 verwüstete der Hurrikan Matthew den Südwesten Haitis. In der Gemeinde Marfranc waren schwere Schäden zu verzeichnen.

## Lage und Beschreibung
Neben dem Stadtzentrum Ville de Marfranc bestehen drei ländliche Gemeindebezirke:
- Grande Rivière mit Beaucalin, Buvette, Coques-Hudor, Décade, Des Bourrys, Fond Marguerit, Léopold, Méry, Plaine Gélin, Ste Hélene, Tessier und Testas,
- Ravine à Charles mit Bellevue, Campagne, Didon, Fraise, Imbert, Obère, Palmiste, Pinquière, Piton, Plaine Charles, Quiton und Théophile sowie
- Îles Blanches mit Bonhomme, Coury, Fouache, Grand Dolle, Lory, Nan Plic, Plaine Coton und Ponce.

Durch das Gebiet der Gemeinde Marfranc führt die Route Départementale RD-72, die im Westen zur Küste bei Dame-Marie und im Nordosten nach Jérémie führt, wo mit der Route Nationale RN-7 Anschluss an das Straßensystem Haitis besteht. Zur Küste im Westen sind es von Marfranc aus 31 Kilometer, während es zum Ortszentrum von Jérémie 16 Kilometer sind.
Marfranc ist ein Beispiel für Hilfe und Unterstützung der von Krisen belasteten Gemeinwesen durch frühere Einwohner, die im Ausland leben. Die im Jahr 2018 von einem in New York City lebenden Sohn der Gemeinde gegründete Marfranc-Foundation unterstützt vor allem Jugendliche.